# Canghungo
Canghungo, o anche Canchungo, è un villaggio della Guinea-Bissau, capoluogo del settore omonimo, facente parte della regione di Cacheu.

## Storia
Fino al 1974 Canchungo era conosciuta con il toponimo di Teixeira Pinto, in omaggio al capitano João Teixeira Pinto, che tra il 1912 ed il 1915 aveva guidato una serie di campagne militari contro le popolazioni locali.